# نمایش کمدی طرح‌دار

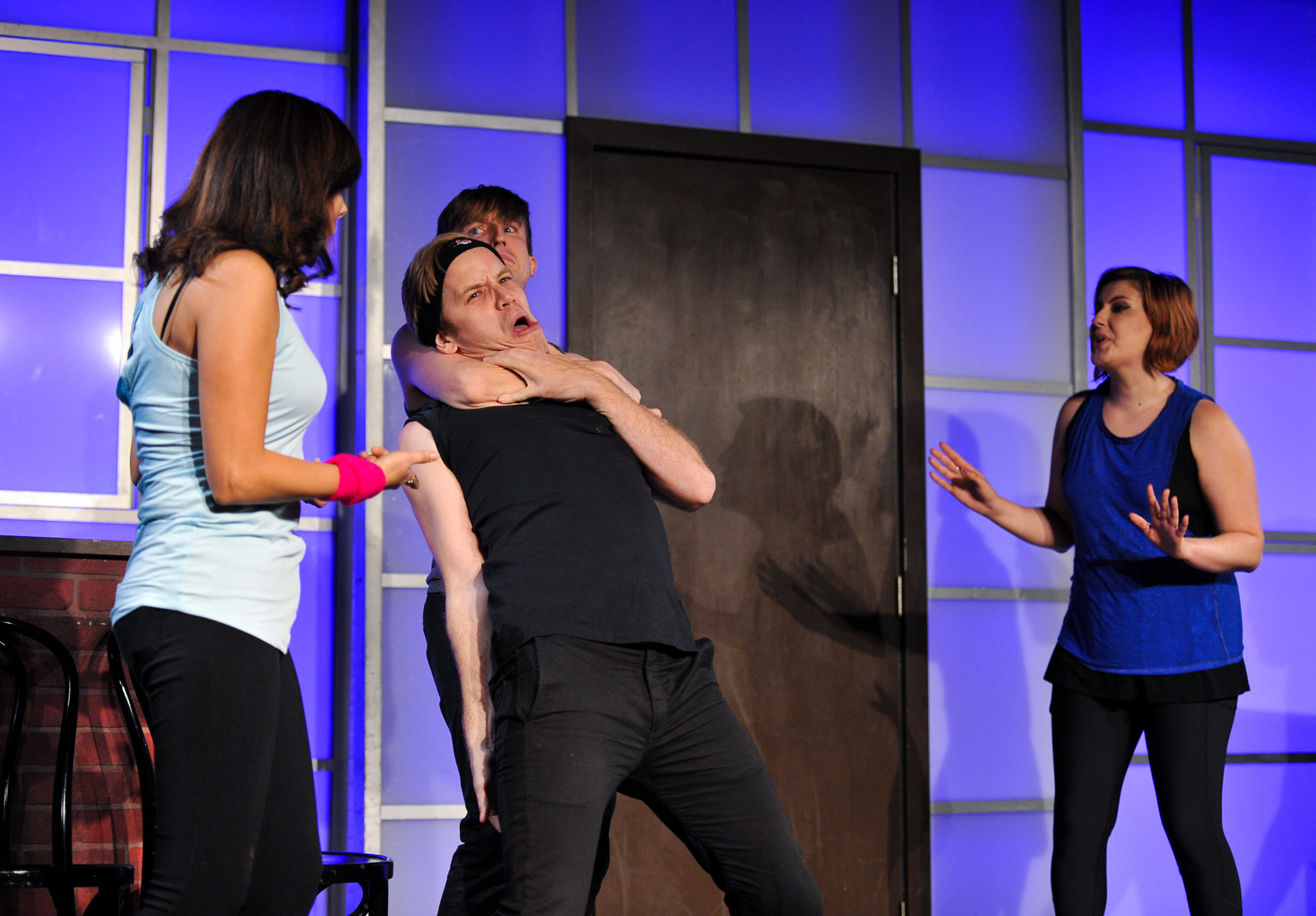
بازیگران نمایش کوتاه کمدی «کابوس در خیابان غرق‌شده» در سال ۲۰۱۸

نمایش کوتاه کمدی یا کمدی طرح‌واره (به انگلیسی: Sketch comedy) شامل مجموعه‌ای از صحنه‌های کوتاه و طنزآمیز به نام «طرح‌واره» یا «اسکیت» است که معمولاً بین یک تا ده دقیقه طول می‌کشند و توسط گروهی از بازیگران کمدی یا کمدین‌ها اجرا می‌شوند. این قالب نخست در تالارهای موسیقی بریتانیا و تماشاخانه‌های ودویلآمریکای شمالی شکل گرفت و محبوب شد، اما امروزه به‌طور گسترده در برنامه رنگارنگ، برنامه‌های گفت‌وگوی شبانه و حتی برخی کمدی‌های موقعیت به کار می‌رود. اگرچه نمایش کوتاه کمدی امروزه بیشتر با سرگرمی‌های بزرگسالان مرتبط است، برخی مجموعه تلویزیونی کودکانه نیز از این قالب استفاده کرده‌اند. این اسکچ‌ها ممکن است به‌صورت زنده و بداهه اجرا شوند، پیش از اجرا از طریق بداهه‌پردازی شکل بگیرند، یا همچون یک نمایشنامه از پیش نوشته و تمرین شده باشند.

## تاریخچه
نمایش کوتاه کمدی ریشه در تالارهای موسیقی و تماشاخانه‌های ودویل دارد، جایی که مجموعه‌ای از اجراهای کوتاه و طنزآمیز پشت سر هم اجرا می‌شد تا یک برنامه کامل شکل گیرد. در دهه ۱۸۹۰، فرد کارنو، یکی از مدیران برجسته موسیقی‌هال، نوعی کمدی اسکچ بدون دیالوگ را توسعه داد و در سال ۱۹۰۴ اسکچی با عنوان «پرندگان مَمینگ» را در تماشاخانه هکنی امپایر لندن روی صحنه برد؛ اثری که از جمله نوآوری‌های آن شوخی مشهور «پرتاب پای در صورت» بود. گروه هنرمندان او که با عنوان «کمدین‌های لندنی فرد کارنو» شناخته می‌شدند، شامل چارلی چاپلین و استن لورل نیز بود.

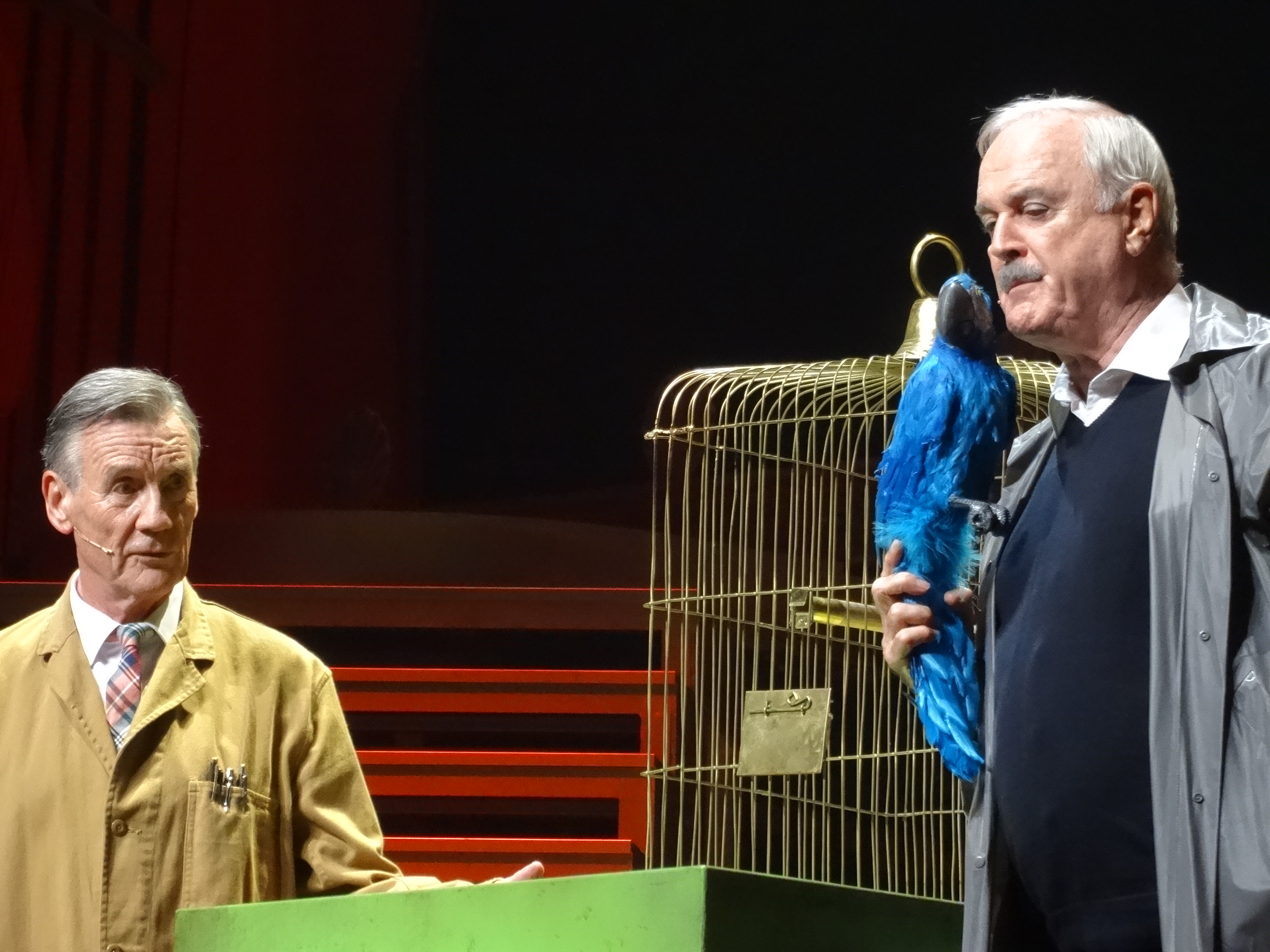
جان کلیز (راست) و مایکل پالین از برنامهٔ مانتی پایتان در حال بازسازی «طرح طوطی مرده» (پخش شده در سال ۱۹۶۹) در سال ۲۰۱۴

در بریتانیا، نمایش کوتاه کمدی از اجراهای صحنه‌ای گروه‌هایی مانند فوت‌لایتس دانشگاه کمبریج آغاز شد، با نمایش‌هایی چون «فراتر از حاشیه» و «دسته‌ای از پایه‌ها» (که بعدها به سیرک کمبریج تبدیل شد). سپس به رادیو راه یافت، با برنامه‌هایی مانند «عه بازم این یارو» و «متأسفم، دوباره آن را خواهم خواند». در ادامه نیز وارد تلویزیون شد، با برنامه‌هایی چون بنی هیل شو، نه فقط… بلکه همچنین، «سیرک پرنده مانتی پایتان»، «دو رونی»، «اخبار ساعت نه نه» (و جانشین آن «آلاس اسمیت و جونز»)، و همچنین «کمی از فرای و لوری»
بنی هیل که نخستین‌بار در سال ۱۹۴۹ در تلویزیون ظاهر شد، ابتدا اسکچ‌های طنزآمیز خود را در برنامه‌های متنوع بی‌بی‌سی اجرا می‌کرد تا اینکه در سال ۱۹۵۵، برنامه مستقل خودش را آغاز کرد. از او به‌عنوان نابغه کمدی آغشته به سنت موسیقی‌هال بریتانیا یاد شده است. چارلز ایشروود نیز می‌نویسد که مانتی پایتون، همچون بنی هیل، قالب‌های اسکچ خود را تا حدی از سنت پرهیاهوی موسیقی‌هال برگرفته‌اند.
یکی از نخستین نمونه‌های تلویزیونی نمایش کوتاه کمدی، برنامهٔ «تئاتر ستاره تکزاکو» یا همان «نمایش میلتون برل» (۱۹۴۸ تا ۱۹۶۷) بود که با اجرای میلتون برل پخش می‌شد. در مکزیک نیز مجموعهٔ «نوابغ میز مربع»، به‌کارگردانی کمدین مکزیکی روبرتو گومز بولانیوس با نام هنری چسپیریتو، بین سال‌های ۱۹۶۸ تا ۱۹۷۳ پخش شد و شخصیت‌های مشهوری مانند «ال چاوو دل اوچو» و «ال چاپولین کلرادو» را معرفی کرد.
در گذشته، اسکچ‌های کمدی معمولاً مستقل و بدون ارتباط با یکدیگر بودند. اما در سال‌های اخیر، بسیاری از گروه‌های طنز، ساختار تازه‌ای را معرفی کرده‌اند که در آن اسکچ‌ها دارای یک تم کلی یا شخصیت‌های تکرارشونده هستند که در قسمت‌های مختلف ظاهر می‌شوند و انسجام بیشتری به برنامه می‌دهند.
نمونه‌هایی از شخصیت‌های تکرارشونده در این سبک عبارت‌اند از:
- آقای گامبی از برنامه «سیرک پرنده مانتی پایتان»
- تد و رالف از «د فست شو»
- خانواده در «کارول برنت شو»
- له‌کنندهٔ سر از برنامه «بچه‌ها در سالن»
- اد گریم‌لی از آثار مارتین شورت، که هم در تلویزیون شهر دوم و هم در پخش زنده شنبه شب دیده می‌شود
- نِرد در برنامه «مرغ ربات»
- کوین و پری از «هری انفیلد و دوستانش»

بسیاری از شخصیت‌های تکرارشونده در پخش زنده شنبه شب بعدها به فیلم‌های سینمایی تبدیل شده‌اند، از جمله:
- برادران بلوز (۱۹۸۰)
- جهان وین (۱۹۹۲)
- ابرستاره (۱۹۹۹)

ایدهٔ شخصیت‌های تکرارشونده با برنامه‌هایی مانند «نمایش رد گرین» و «لیگ جنتلمن‌ها» یک گام فراتر رفت؛ جایی که اسکچ‌ها بر ساکنان مختلف شهرهای خیالی «پاسام لیک» و «رویستون ویزی» متمرکز بودند. در «بریتانیای کوچک» نیز اسکچ‌ها حول مجموعه‌ای از شخصیت‌های تکرارشونده شکل می‌گرفتند.
در آمریکای شمالی، کمدی اسکچ معاصر عمدتاً از صحنهٔ کمدی بداهه‌پردازانه‌ای سرچشمه می‌گیرد که در دههٔ ۱۹۷۰ شکوفا شد. این سبک عمدتاً از گروه «سکند سیتی» در شیکاگو و تورنتو رشد یافت؛ گروهی که بر پایهٔ موفقیت‌های پیشین در «بریو نیو ورکشاپ» و «دادلی ریگز» در مینیاپولیس بنا نهاده شده بود.
از گروه‌های برجستهٔ معاصر کمدی اسکچ صحنه‌ای در آمریکا می‌توان به «سکند سیتی»، «آپ‌رایت سیتیزنز بریگید» و «گروندلینگز» اشاره کرد. در ساوت بند ایندیانا، گروهی از دانش‌آموزان دبیرستانی یک مجموعهٔ کمدی اسکچ به نام «فراتر از کنترل ما» تولید کردند که از سال ۱۹۶۷ تا ۱۹۸۶ از شبکهٔ محلی WNDU-TV (وابسته به NBC) پخش می‌شد. شرکت «برادران وارنر انیمیشن» نیز دو برنامهٔ کمدی اسکچ با نام‌های «مد» و «رایت نا کپاو» تولید کرد.
تلویزیون استرالیا در دهه‌های ۱۹۸۰ و ۱۹۹۰ چندین برنامهٔ موفق کمدی اسکچ را پخش کرد که از جملهٔ آن‌ها می‌توان به «شرکت کمدی» اشاره کرد. این برنامه شخصیت‌های تکرارشونده‌ای مانند «کولِن کارپنتر»، «کایلی مول» و «کان میوه‌فروش» را معرفی کرد.

### فیلم‌ها
یکی از نمونه‌های اولیه و تأثیرگذار بریتانیایی در این ژانر، فیلم «دویدن، پریدن و ایستادن ناگهانی» (۱۹۵۹) است. در دهه‌های ۱۹۷۰ و ۱۹۸۰، فیلم‌های اسکچ متعددی ساخته شدند، از جمله:
«اگر متوقفش نکنی… کور می‌شی» و دنباله‌اش «می‌تونم این کار رو بکنم… تا وقتی که به عینک نیاز پیدا کنم؟»،
«لوله شیار»،
«آنچه همیشه می‌خواستید دربارهٔ سکس بدانید* (* ولی می‌ترسیدید بپرسید)»،
«فیلم کنتاکی فراید» و دنباله‌اش «زنان آمازون در ماه»،
و همچنین آثار مانتی پایتان: «و حالا برای چیزی کاملاً متفاوت» و «معنای زندگی».
فیلم‌های اسکچ جدیدتر شامل «فیلم کمدی زیرزمینی»، «کمدی نامناسب»، «فیلم ۴۳» و «تحویل درب منزل بدون تماس» هستند.

### جشنواره‌ها
بسیاری از نمایش‌های کمدی نمایشی در بریتانیا، فصل‌هایی را درجشنواره ادینبرو فرینج شامل می‌شدند.
از سال ۱۹۹۹، رشد روزافزون صحنه کمدی اسکچ باعث شکل‌گیری جشنواره‌های متعددی در شهرهای مختلف آمریکای شمالی شده است. از جمله جشنواره‌های شناخته‌شده می‌توان به موارد زیر اشاره کرد:
- جشنواره کمدی اسکچ شیکاگو (Chicago Sketch Fest)
- جشنواره اسکچ‌فست سان‌فرانسیسکو (SF Sketchfest)
- جشنواره نمایش کوتاه کمدی تورنتو (Toronto Sketch Comedy Festival)

## برای مطالعهٔ بیشتر
- بریگام, آرماندو (۲ نوامبر ۲۰۲۰). "تاریخچه‌ای کوتاه از کمدی اسکچ و تحول آن از ۱۹۵۹ تا ۲۰۲۰:". hollywoodinsider.com. Retrieved 15 October 2023.